# ʻAlae
Cet article possède un paronyme, voir ALAÉ.
Le ʻAlae ou ʻAlealea est un lac de lave solidifié et un ancien cratère volcanique des États-Unis situé à Hawaï, sur les flancs du Kīlauea.

## Géographie
Le ʻAlae est situé dans l'archipel d'Hawaï, dans le sud-est de l'île du même nom. Il se trouve sur les flancs du Kīlauea, sur le rift Est, au sud-est de la caldeira sommitale, à 992 mètres d'altitude. Il est entouré par des cônes et cratères volcaniques : le Mauna Ulu à l'ouest, le Puʻu Huluhulu au nord-ouest, le Kāne nui o Hamo au nord-est et le Makaopuhi à l'est. Administrativement, il fait partie du district de Puna du comté d'Hawaï, dans l'État américain du même nom.
Il s'agit d'un lac de lave solidifié dont la lave n'est pas issue d'une de ses éruptions mais provient du Mauna Ulu actif de 1969 à 1974. Situé en bas de son flanc oriental, sa surface qui forme une dépression peu marquée est néanmoins surélevée par rapport aux terrains environnants.

## Histoire
Le ʻAlae tire son nom d'un oiseau noir de la mythologie hawaïenne qui cache aux Hommes le secret de la fabrication du feu. Cependant, Maui, un demi-dieu, parvient à le vaincre et livre ce secret à l'humanité.
Jusqu'en 1969, il se présente sous l'aspect d'un cratère en forme de puits grossièrement circulaire de 440 à 500 mètres de diamètre et de 130 à 165 mètres de profondeur,. La Chain of Craters Road longe alors son rebord sud, offrant aux visiteurs du parc national des volcans d'Hawaï un panorama sur le cratère. Le 24 mai 1969, le Kīlauea entre en éruption sur le rift Est et donne naissance au Mauna Ulu. Celui-ci rejette de grandes quantités de lave qui noient les environs sous les coulées. Étant situé à proximité du lieu de l'éruption, le ʻAlae se remplit progressivement de lave. À quatre heures du matin dans la nuit du 3 au 4 août, alors que le cratère est pratiquement rempli, la lave ne se trouvant plus qu'à dix mètres du rebord, des centaines de séismes accompagnent l'ouverture d'une fissure de dix mètres de largeur dans le fond du cratère,. Le lac d'un volume de 10 × 106 m3 se vide en trente minutes et la lave refait surface quelques jours plus tard dans le Nāpau, un autre cratère situé à quelques kilomètres à l'est,.
Le lendemain, la lave s'écoule à nouveau dans le ʻAlae sous la forme de cascades plus hautes et plus larges que les chutes américaines du Niagara. Complètement rempli le 20 octobre, le ʻAlae devient le premier lac de lave perché formé au cours de l'éruption du Mauna Ulu et sera suivi de celui du ʻĀloʻi,. Lorsque la lave qui s'écoule du cratère sommital du Mauna Ulu se déverse dans le ʻAlae, la croute solidifiée du lac de lave est soulevée par en dessous. Ainsi, à chaque débordement du lac, des lambeaux de lave s'accumulent sur son pourtour et se solidifient, construisant peu à peu un talus qui rehausse le niveau du lac de lave. Depuis la fin de l'éruption le 22 juillet 1974, ce niveau du lac de lave du ʻAlae se trouve ainsi à 90 mètres au-dessus du rebord de l'ancien cratère. Sa surface forme néanmoins une légère dépression en raison de la rétractation de la lave lors de sa solidification.